# Großer Preis von Spanien 2013
Der Große Preis von Spanien 2013 (offiziell Formula 1 Gran Premio de España 2013) fand am 12. Mai auf dem Circuit de Catalunya in Montmeló statt und war das fünfte Rennen der Formel-1-Weltmeisterschaft 2013.

## Berichte

### Hintergründe
Nach dem Großen Preis von Bahrain führte Sebastian Vettel in der Fahrerwertung mit zehn Punkten vor Kimi Räikkönen und mit 27 Punkten vor Lewis Hamilton. In der Konstrukteurswertung führte Red Bull-Renault mit 16 Punkten vor Lotus-Renault und mit 32 Punkten vor Ferrari.
Beim Großen Preis von Spanien stellte Pirelli den Fahrern die Reifenmischungen P Zero Hard (orange) und P Zero Medium (weiß) sowie für Nässe Cinturato Intermediates (grün) und Cinturato Full-Wets (blau) zur Verfügung. Die Mischung P Zero Hard wurde im Vorfeld des Grand Prix modifiziert. Darüber hinaus gab es für die Freitagstrainings einen Satz von einer neuen Mischung.
Mit Räikkönen (zweimal), Fernando Alonso, Felipe Massa, Jenson Button, Mark Webber, Vettel und Pastor Maldonado (jeweils einmal) traten sieben ehemalige Sieger zu diesem Grand Prix an.
Als Rennkommissare fungierten Silvia Bellot (ESP), Paul Gutjahr (CHE), Alan Jones (AUS) und Roger Peart (CAN).

### Training
Zu Beginn des ersten freien Trainings war die Strecke nass und es regnete leicht. Im Verlauf des Trainings trocknete die Strecke ab und die Fahrer wechselten auf Slicks. Alonso erzielte die Bestzeit vor seinem Ferrari-Teamkollegen Massa und Jean-Éric Vergne. In diesem Training übernahm Heikki Kovalainen den Caterham von Charles Pic und Rodolfo González den Marussia von Max Chilton. Button fuhr keine gezeitete Runde.
Im zweiten freien Training war die Strecke trocken. Vettel war der schnellste Pilot vor Alonso und Webber. Die meisten Teams testeten Updates ihrer Fahrzeuge.
Im dritten freien Training übernahm Massa die Führung vor Räikkönen und Webber.
Nach den Trainingssitzungen wurde Pat Fry, der technische Direkter von Ferrari, mit einer Appendizitis ins Krankenhaus eingeliefert.

### Qualifying
Im ersten Abschnitts des Qualifyings war Hamilton der schnellste Pilot. Die Caterham-, Marussia- und Williams-Piloten schieden aus.
Im zweiten Segment blieb Hamilton vorne. Die Sauber- und Toro Rosso-Piloten sowie Button und Adrian Sutil schieden aus. Im letzten Teil übernahm Rosberg die Führung und erzielte die Pole-Position vor Hamilton und Vettel.
Im Anschluss an das Qualifying wurden Esteban Gutiérrez und Massa in der Startaufstellung um jeweils drei Positionen nach hinten versetzt, da sie einen Gegner behindert hatten. Gutiérrez im ersten Abschnitt Räikkönen und Massa im zweiten Abschnitt Webber.

### Rennen
Pole-Setter Rosberg fuhr eine verhältnismäßig langsame Aufwärmrunde, sodass sich der drittplatzierte Vettel über ihn beschwerte. Beim Start blieb Rosberg in Führung. Vettel ging an Hamilton vorbei auf die zweite Position. Kurz darauf verlor Hamilton eine weitere Position an Alonso, dessen Teamkollege Massa in der ersten Runde an Sergio Pérez vorbei auf den sechsten Platz gegangen war. In den nächsten Runden gab es keine Überholmanöver in der Spitzengruppe und die Fahrer begannen, ihre Reifen zu schonen. In der siebten Runde ging schließlich auch Räikkönen an Hamilton vorbei und schloss schließlich auf das Führungstrio auf. Eine Runde später überholte Massa ebenfalls Hamilton. Massa ging darauf als erster der Spitzengruppe an die Box.
Während Romain Grosjean mit einer defekten Hinterradaufhängung aufgab, absolvierte die restliche Führungsgruppe ihre Boxenstopps und wechselte von der weicheren auf die härtere Mischung. Dabei ging Gutiérrez zwischenzeitlich in Führung. Rosberg blieb zunächst vor seinen Kontrahenten. Alonso gelang es, beim Stopp an Vettel vorbeizufahren. Er übte in den nächsten Runden Druck auf Rosberg aus und ging in der 13. Runde schließlich an ihm vorbei. Rosberg wurde in dieser Runde zudem von Vettel und Massa überholt. Da Gutiérrez in der Zwischenzeit an die Box gegangen war, übernahm Alonso die Führung des Rennens.
Während die Mercedes-Piloten Rosberg und Hamilton sukzessive zurückfielen, setzte sich Alonso an der Spitze ab. In der 21. Runde begann die Phase der zweiten Boxenstopps durch Massa. Eine Runde später folgte Alonso, sodass Vettel in Führung ging. Die beiden Ferrari-Piloten fuhren auf den neuen Reifen schnelle Runden, während Giedo van der Garde das linke Hinterrad verlor und schließlich an der Box aufgab. Van der Garde hatte bereits zuvor bemerkt, dass sein Rad nicht ordnungsgemäß befestigt war, wurde jedoch von seinem Rennstall angewiesen, zurück zur Box zu fahren, obwohl dies ein Verstoß gegen das Reglement war. Nachdem Vettel ebenfalls an der Box war, führte Räikkönen kurzzeitig. Alonso holte jedoch auf ihn auf. Zu einem Überholmanöver auf der Strecke kam es jedoch nicht, da Räikkönen an die Box fuhr.
Alonso setzte sich in den folgenden Runden an der Spitze ab. Massa lag auf dem zweiten Platz, während sich Vettel und Räikkönen um den dritten Rang duellierten. In der 33. Runde gelang es Räikkönen schließlich, an Vettel vorbeizufahren. Er hatte allerdings bereits etwa 20 Sekunden Rückstand auf Alonso. Kurz darauf absolvierten die Fahrer, die eine Vier-Stopp-Strategie planten, ihren dritten Stopp. Räikkönen, der auf einer Drei-Stopp-Strategie war, blieb draußen und übernahm kurzzeitig die Führung. Er wurde schon nach wenigen Runden von Alonso, der neue Reifen hatte, überholt. Bei den Stopps kam es indes zu einer Kollision zwischen Vergne und Nico Hülkenberg, dem zu früh das Signal zum Weiterfahren gegeben wurde. Hülkenberg beschädigte sich dabei seinen Frontflügel und musste ein weiteres Mal zu einem Reparaturstopp an die Box. Zudem wurde er mit einer Stop-and-Go-Strafe belegt. Vergne erlitt kurz darauf als Folge der Kollision einen Reifenschaden und ging zu einem Reparaturstopp an die Box. Er nahm das Rennen wieder auf, gab jedoch wenig später an der Box auf.
Räikkönen ging in der 46. Runde zum letzten Mal an die Box. Dabei fiel er hinter Massa zurück. Alonso absolvierte seinen finalen Stopp in der 50. Runde und hatte diesmal einen so großen Vorsprung, dass er die Führung vor Massa behielt. Alonso zog diesen Stopp vor, da er einen schleichenden Plattfuß hatte. Massa ging kurz darauf an die Box, wodurch er die Position wieder mit Räikkönen tauschte. Während die Piloten an der Spitze die letzten Runden etwas langsamer fuhren, erzielte Gutiérrez die schnellste Rennrunde.
Alonso gewann den Großen Preis von Spanien schließlich zum zweiten Mal in seiner Karriere nach 2006 vor Räikkönen und Massa. Es war Massas einzige Podest-Platzierung in der Saison 2013 und zugleich seine letzte für die Scuderia Ferrari. Vettel wurde Vierter, Webber Fünfter. Pole-Setter Rosberg kam auf dem sechsten Platz ins Ziel. Die Top 10 wurden durch Paul di Resta, Button, Pérez und Daniel Ricciardo komplettiert. Hamilton, der vom zweiten Platz gestartet war, beendete das Rennen auf dem zwölften Platz. Mit Alonso, der vom fünften Platz gestartet war, gewann erstmals seit 1996 in der Formel 1 ein Fahrer auf dem Circuit de Catalunya, der nicht aus der ersten Startreihe ins Rennen gegangen war. Zudem ist der fünfte Platz der schlechteste Startplatz eines Formel-1-Siegers auf dieser Strecke. Für Alonso sollte es der 32. und bislang letzte Rennsieg sein.
Beim Großen Preis von Spanien wurden die Reifen stark beansprucht, sodass die meisten Fahrer viermal an die Box gingen und alle Fahrer die Reifen schonen mussten. Der größte Leistungsunterschied zum Qualifying ergab sich hierbei bei den Mercedes-Piloten.
In der Fahrerweltmeisterschaft blieben die ersten zwei Positionen unverändert. Alonso übernahm den dritten Platz von Hamilton. Bei den Konstrukteuren ging Ferrari an Lotus vorbei auf den zweiten Platz.

#### Kommentare der ersten drei Fahrer
„Selbst wenn dies das dritte Mal ist, dass ich ein Heimrennen gewonnen habe, sind die Emotionen immer noch sehr groß, als wäre dies zuvor noch nie passiert. Es ist schön, dem gesamten Spanien diesen Sieg schenken zu können, besonders zu einer Zeit, in der das Land für viele Menschen in der Krise steckt. Es ist ihnen nicht möglich, hierher zu kommen, um uns zu unterstützen. Ich danke allen für diese Unterstützung und dem Team dafür, dass es eine fantastische Arbeit geleistet hat.

Nach einem alles andere als einfachen Qualifying lief alles perfekt, der Start, die Strategie, die Boxenstopps und das Haushalten mit den Reifen. Am Start musste ich ein paar Plätze gutmachen, nachdem ich die Hälfte der Geraden überholt hatte gab es keinen weiteren Raum er dafür. Also schaltete ich KERS aus, sodass ich es in die dritte Kurve verwenden konnte. Nachdem ich mir das GP2-Rennen angeschaut hatte, realisierte ich, dass es dort möglich ist, außen zu attackieren.

Wir mussten den letzten Stopp vorziehen, da es einen schleichenden Plattfuß gab der bedeutete, dass das rechte Hinterrad im letzten Teil der Runde Druck verlor. Aber glücklicherweise wirkte sich dies nicht auf das Endergebnis aus.

Ich glaube, dass wir mit diesem Auto um die Weltmeisterschaft kämpfen können, denn in fünf Rennen sind wir einmal als Zweiter ins Ziel gekommen und hatten zwei Siege. Von nun an müssen wir eine konstante Leistung zeigen und so viele Punkte wie möglich holen, denn wir sind uns alle bewusst, dass wir nicht die Schnellsten sind. Um das zu ändern, arbeiten viele Leute an der Strecke und in Maranello Tag und Nacht.“

„Unglücklicherweise ist es erneut der zweite Platz, also ist es nicht an der Zeit, also viel zu feiern. Das Auto fühlte sich gut an, und wir haben heute so ziemlich alles gegeben, hatten jedoch nicht die Geschwindigkeit, um Fernando herauszufordern.

Ich bin am Maximum gefahren, und es ist für die Meisterschaft gut, dass Sebastian hinter uns ins Ziel gekommen ist. Es ist für mich und das Team schön, auf dem Podium zu stehen. Lasst uns sehen, was wir in Monaco erreichen können.“

„Mit diesem Podium bin ich sehr zufrieden. Für das Team war dies ein wirklich schönes und fantastisches Ergebnis. Wenn du von weit hinten startest, ist alles noch schwieriger, aber ich schaffte es, gut vom Fleck zu kommen und hatte sofort eine fantastische Geschwindigkeit.

Während der ersten Runde zeigte ich dank der Tatsache, dass das Auto sehr konkurrenzfähig war, ein paar Überholmanöver, was bedeutete, dass ich aggressiv sein konnte während ich gleichzeitig auf die Reifen achten konnte.

Bis zum Ende dachte ich, dass es möglich sein würde, mit Kimi zu kämpfen. Aber als wir den letzten Satz harter Reifen aufzogen, jene von denen wir dachten, dass sie die besten sein würden, da sie neu waren, hatte ich Übersteuern und begann das Heck viel früher zu verlieren als ich dies erwartet hatte.

Gleichzeitig bin ich mit unserer Leistung auf dieser Strecke sehr zufrieden. Nun machen wir uns auf den Weg nach Monaco, eine völlig andere Strecke, auf der das Überholen sehr schwierig ist. Wir wissen, dass wir nicht über das schnellste Auto verfügen, aber alles, was wir tun können, ist mit derselben Anstrengung weiter hart zu arbeiten, denn ich bin mir sicher, dass wir in die richtige Richtung arbeiten.“

## Meldeliste
| Team                          | Nr. | Fahrer              | Chassis           | Motor                | Reifen |
| ----------------------------- | --- | ------------------- | ----------------- | -------------------- | ------ |
| Infiniti Red Bull Racing      | 01  | Sebastian Vettel    | Red Bull RB9      | Renault 2.4 V8       | P      |
| Infiniti Red Bull Racing      | 02  | Mark Webber         | Red Bull RB9      | Renault 2.4 V8       | P      |
| Scuderia Ferrari              | 03  | Fernando Alonso     | Ferrari F138      | Ferrari 2.4 V8       | P      |
| Scuderia Ferrari              | 04  | Felipe Massa        | Ferrari F138      | Ferrari 2.4 V8       | P      |
| Vodafone McLaren Mercedes     | 05  | Jenson Button       | McLaren MP4-28    | Mercedes-Benz 2.4 V8 | P      |
| Vodafone McLaren Mercedes     | 06  | Sergio Pérez        | McLaren MP4-28    | Mercedes-Benz 2.4 V8 | P      |
| Lotus F1 Team                 | 07  | Kimi Räikkönen      | Lotus E21         | Renault 2.4 V8       | P      |
| Lotus F1 Team                 | 08  | Romain Grosjean     | Lotus E21         | Renault 2.4 V8       | P      |
| Mercedes AMG Petronas F1 Team | 09  | Nico Rosberg        | Mercedes F1 W04   | Mercedes-Benz 2.4 V8 | P      |
| Mercedes AMG Petronas F1 Team | 10  | Lewis Hamilton      | Mercedes F1 W04   | Mercedes-Benz 2.4 V8 | P      |
| Sauber F1 Team                | 11  | Nico Hülkenberg     | Sauber C32        | Ferrari 2.4 V8       | P      |
| Sauber F1 Team                | 12  | Esteban Gutiérrez   | Sauber C32        | Ferrari 2.4 V8       | P      |
| Sahara Force India F1 Team    | 14  | Paul di Resta       | Force India VJM06 | Mercedes-Benz 2.4 V8 | P      |
| Sahara Force India F1 Team    | 15  | Adrian Sutil        | Force India VJM06 | Mercedes-Benz 2.4 V8 | P      |
| Williams F1 Team              | 16  | Pastor Maldonado    | Williams FW35     | Renault 2.4 V8       | P      |
| Williams F1 Team              | 17  | Valtteri Bottas     | Williams FW35     | Renault 2.4 V8       | P      |
| Scuderia Toro Rosso           | 18  | Jean-Éric Vergne    | Toro Rosso STR8   | Ferrari 2.4 V8       | P      |
| Scuderia Toro Rosso           | 19  | Daniel Ricciardo    | Toro Rosso STR8   | Ferrari 2.4 V8       | P      |
| Caterham F1 Team              | 20  | Heikki Kovalainen   | Caterham CT03     | Renault 2.4 V8       | P      |
| Caterham F1 Team              | 20  | Charles Pic         | Caterham CT03     | Renault 2.4 V8       | P      |
| Caterham F1 Team              | 21  | Giedo van der Garde | Caterham CT03     | Renault 2.4 V8       | P      |
| Marussia F1 Team              | 22  | Jules Bianchi       | Marussia MR02     | Cosworth 2.4 V8      | P      |
| Marussia F1 Team              | 23  | Rodolfo González    | Marussia MR02     | Cosworth 2.4 V8      | P      |
| Marussia F1 Team              | 23  | Max Chilton         | Marussia MR02     | Cosworth 2.4 V8      | P      |

Anmerkungen
1. 1 2  Kovalainen fuhr den Caterham mit der Nummer 20 im ersten freien Training. Pic übernahm das Fahrzeug anschließend für das restliche Rennwochenende.
2. 1 2  González fuhr den Marussia mit der Nummer 23 im ersten freien Training. Chilton übernahm das Fahrzeug anschließend für das restliche Rennwochenende.

## Klassifikationen

### Qualifying
| Pos.                                                                      | Fahrer              | Konstrukteur         | Q1       | Q2       | Q3       | Start |
| ------------------------------------------------------------------------- | ------------------- | -------------------- | -------- | -------- | -------- | ----- |
| 01                                                                        | Nico Rosberg        | Mercedes             | 1:21,913 | 1:21,776 | 1:20,718 | 01    |
| 02                                                                        | Lewis Hamilton      | Mercedes             | 1:21,728 | 1:21,001 | 1:20,972 | 02    |
| 03                                                                        | Sebastian Vettel    | Red Bull-Renault     | 1:22,158 | 1:21,602 | 1:21,054 | 03    |
| 04                                                                        | Kimi Räikkönen      | Lotus-Renault        | 1:22,210 | 1:21,676 | 1:21,177 | 04    |
| 05                                                                        | Fernando Alonso     | Ferrari              | 1:22,264 | 1:21,646 | 1:21,218 | 05    |
| 06                                                                        | Felipe Massa        | Ferrari              | 1:22,492 | 1:21,978 | 1:21,219 | 09    |
| 07                                                                        | Romain Grosjean     | Lotus-Renault        | 1:22,613 | 1:21,998 | 1:21,308 | 06    |
| 08                                                                        | Mark Webber         | Red Bull-Renault     | 1:22,342 | 1:21,718 | 1:21,570 | 07    |
| 09                                                                        | Sergio Pérez        | McLaren-Mercedes     | 1:23,116 | 1:21,790 | 1:22,069 | 08    |
| 10                                                                        | Paul di Resta       | Force India-Mercedes | 1:22,663 | 1:22,019 | 1:22,233 | 10    |
| 11                                                                        | Daniel Ricciardo    | Toro Rosso-Ferrari   | 1:22,905 | 1:22,127 | –        | 11    |
| 12                                                                        | Jean-Éric Vergne    | Toro Rosso-Ferrari   | 1:22,775 | 1:22,166 | –        | 12    |
| 13                                                                        | Adrian Sutil        | Force India-Mercedes | 1:22,952 | 1:22,346 | –        | 13    |
| 14                                                                        | Jenson Button       | McLaren-Mercedes     | 1:23,166 | 1:22,355 | –        | 14    |
| 15                                                                        | Nico Hülkenberg     | Sauber-Ferrari       | 1:23,058 | 1:22,389 | –        | 15    |
| 16                                                                        | Esteban Gutiérrez   | Sauber-Ferrari       | 1:23,218 | 1:22,793 | –        | 19    |
| 17                                                                        | Valtteri Bottas     | Williams-Renault     | 1:23,260 | –        | –        | 16    |
| 18                                                                        | Pastor Maldonado    | Williams-Renault     | 1:23,318 | –        | –        | 17    |
| 19                                                                        | Giedo van der Garde | Caterham-Renault     | 1:24,661 | –        | –        | 18    |
| 20                                                                        | Jules Bianchi       | Marussia-Cosworth    | 1:24,713 | –        | –        | 20    |
| 21                                                                        | Max Chilton         | Marussia-Cosworth    | 1:24,996 | –        | –        | 21    |
| 22                                                                        | Charles Pic         | Caterham-Renault     | 1:25,070 | –        | –        | 22    |
| 107-Prozent-Zeit: 1:27,448 min (bezogen auf Q1-Bestzeit von 1:21,728 min) |                     |                      |          |          |          |       |

Anmerkungen
1. ↑  Massa wurde wegen Behinderns von Webber um drei Startpositionen nach hinten versetzt.
2. ↑  Gutiérrez wurde wegen Behinderns von Räikkönen um drei Startpositionen nach hinten versetzt.

### Rennen
| Pos. | Fahrer              | Konstrukteur         | Runden | Stopps | Zeit        | Start | Schnellste Runde |
| ---- | ------------------- | -------------------- | ------ | ------ | ----------- | ----- | ---------------- |
| 01   | Fernando Alonso     | Ferrari              | 66     | 4      | 1:39:16,596 | 05    | 1:26,681 (53.)   |
| 02   | Kimi Räikkönen      | Lotus-Renault        | 66     | 3      | + 9,338     | 04    | 1:26,757 (47.)   |
| 03   | Felipe Massa        | Ferrari              | 66     | 4      | + 26,049    | 09    | 1:26,394 (56.)   |
| 04   | Sebastian Vettel    | Red Bull-Renault     | 66     | 4      | + 38,273    | 03    | 1:27,036 (55.)   |
| 05   | Mark Webber         | Red Bull-Renault     | 66     | 4      | + 47,963    | 07    | 1:27,017 (55.)   |
| 06   | Nico Rosberg        | Mercedes             | 66     | 3      | + 1:08,020  | 01    | 1:27,591 (56.)   |
| 07   | Paul di Resta       | Force India-Mercedes | 66     | 4      | + 1:09,988  | 10    | 1:26,776 (55.)   |
| 08   | Jenson Button       | McLaren-Mercedes     | 66     | 3      | + 1:19,506  | 14    | 1:27,957 (55.)   |
| 09   | Sergio Pérez        | McLaren-Mercedes     | 66     | 4      | + 1:21,738  | 08    | 1:27,251 (55.)   |
| 10   | Daniel Ricciardo    | Toro Rosso-Ferrari   | 65     | 4      | + 1 Runde   | 11    | 1:28,083 (55.)   |
| 11   | Esteban Gutiérrez   | Sauber-Ferrari       | 65     | 4      | + 1 Runde   | 19    | 1:26,217 (56.)   |
| 12   | Lewis Hamilton      | Mercedes             | 65     | 4      | + 1 Runde   | 02    | 1:27,895 (53.)   |
| 13   | Adrian Sutil        | Force India-Mercedes | 65     | 4      | + 1 Runde   | 13    | 1:26,564 (38.)   |
| 14   | Pastor Maldonado    | Williams-Renault     | 65     | 5      | + 1 Runde   | 17    | 1:27,849 (56.)   |
| 15   | Nico Hülkenberg     | Sauber-Ferrari       | 65     | 6      | + 1 Runde   | 15    | 1:26,586 (58.)   |
| 16   | Valtteri Bottas     | Williams-Renault     | 65     | 3      | + 1 Runde   | 16    | 1:29,747 (27.)   |
| 17   | Charles Pic         | Caterham-Renault     | 65     | 3      | + 1 Runde   | 22    | 1:29,362 (43.)   |
| 18   | Jules Bianchi       | Marussia-Cosworth    | 64     | 4      | + 2 Runden  | 20    | 1:28,884 (55.)   |
| 19   | Max Chilton         | Marussia-Cosworth    | 64     | 3      | + 2 Runden  | 21    | 1:28,011 (49.)   |
| –    | Jean-Éric Vergne    | Toro Rosso-Ferrari   | 52     | 4      | DNF         | 12    | 1:28,231 (41.)   |
| –    | Giedo van der Garde | Caterham-Renault     | 21     | 2      | DNF         | 18    | 1:30,597 (11.)   |
| –    | Romain Grosjean     | Lotus-Renault        | 8      | 0      | DNF         | 06    | 1:31,136 (05.)   |

## WM-Stände nach dem Rennen
Die ersten zehn des Rennens bekamen 25, 18, 15, 12, 10, 8, 6, 4, 2 bzw. 1 Punkt(e).

### Fahrerwertung
| Pos. | Fahrer           | Konstrukteur         | Punkte |
| ---- | ---------------- | -------------------- | ------ |
| 01   | Sebastian Vettel | Red Bull-Renault     | 89     |
| 02   | Kimi Räikkönen   | Lotus-Renault        | 85     |
| 03   | Fernando Alonso  | Ferrari              | 72     |
| 04   | Lewis Hamilton   | Mercedes             | 50     |
| 05   | Felipe Massa     | Ferrari              | 45     |
| 06   | Mark Webber      | Red Bull-Renault     | 42     |
| 07   | Romain Grosjean  | Lotus-Renault        | 26     |
| 08   | Paul di Resta    | Force India-Mercedes | 26     |
| 09   | Nico Rosberg     | Mercedes             | 22     |
| 10   | Jenson Button    | McLaren-Mercedes     | 17     |
| 11   | Sergio Pérez     | McLaren-Mercedes     | 12     |

| Pos. | Fahrer              | Konstrukteur         | Punkte |
| ---- | ------------------- | -------------------- | ------ |
| 12   | Daniel Ricciardo    | Toro Rosso-Ferrari   | 7      |
| 13   | Adrian Sutil        | Force India-Mercedes | 6      |
| 14   | Nico Hülkenberg     | Sauber-Ferrari       | 5      |
| 15   | Jean-Éric Vergne    | Toro Rosso-Ferrari   | 1      |
| 16   | Esteban Gutiérrez   | Sauber-Ferrari       | 0      |
| 17   | Valtteri Bottas     | Williams-Renault     | 0      |
| 18   | Pastor Maldonado    | Williams-Renault     | 0      |
| 19   | Jules Bianchi       | Marussia-Cosworth    | 0      |
| 20   | Charles Pic         | Caterham-Renault     | 0      |
| 21   | Giedo van der Garde | Caterham-Renault     | 0      |
| 22   | Max Chilton         | Marussia-Cosworth    | 0      |

### Konstrukteurswertung
| Pos. | Konstrukteur         | Punkte |
| ---- | -------------------- | ------ |
| 01   | Red Bull-Renault     | 131    |
| 02   | Ferrari              | 117    |
| 03   | Lotus-Renault        | 111    |
| 04   | Mercedes             | 72     |
| 05   | Force India-Mercedes | 32     |
| 06   | McLaren-Mercedes     | 29     |

| Pos. | Konstrukteur       | Punkte |
| ---- | ------------------ | ------ |
| 07   | Toro Rosso-Ferrari | 8      |
| 08   | Sauber-Ferrari     | 5      |
| 09   | Williams-Renault   | 0      |
| 10   | Marussia-Cosworth  | 0      |
| 11   | Caterham-Renault   | 0      |